# Similosodus choumi
Similosodus choumi là một loài bọ cánh cứng trong họ Cerambycidae.